# Jean du Bellay
Jean du Bellay (Souday, 1493 - Rome, 16 februari 1560) was een Frans kardinaal en diplomaat.

## Biografie
Jean du Bellay werd in Souday geboren in een adellijke familie. Als tweede zoon was hij voorbestemd voor een kerkelijke carrière. Hij wist in de gunst te raken van koning Frans I van Frankrijk. Du Bellay dankte aan hem zijn bisschopsbenoeming in Bayonne (1526) en Parijs (1632). Hij was van een tiental abdijen in Frankrijk commendatair abt, deels consecutief deels gelijktijdig; zo was hij onder meer cisterciënzer abt van Pontigy. Hij diender onder koning Frans I ook als diplomaat en hij verbleef in die functie ook meerdere malen aan het hof van Hendrik VIII van Engeland.
Op 21 mei 1535 werd hij door Paus Paulus III tot kardinaal gewijd. In de laatste jaren van de regering van Frans I wist hij ook in de gunst te komen bij diens maîtresse de Hertogin van Étampes. Dankzij haar volgde de benoemingen tot bisschop van Limoges (1541), Bordeaux (1544) en Le Mans (1546). Na de troonsbestijging van Hendrik II moest Du Bellay uitwijken naar Rome. In het conclaaf van 1549-1550 wist hij acht stemmen te verwerven, maar dat bleek niet voldoende voor het pausschap.
Hij keerde weer voor korte tijd terug naar Frankrijk en werd in 1553 op missie gestuurd naar Paus Julius III. Toen Du Bellay naar Rome vertrok nam hij in zijn gevolg zijn neef Joachim du Bellay mee. Ditmaal bleef hij definitief in Rome. Twee jaar na zijn aankomst werd hij benoemd tot deken van het College van Kardinalen en bisschop van Ostia. Gedurende zijn leven in Rome kwamen er veel wetenschappers bij hem over de vloer, waaronder Guillaume Budé en François Rabelais. Hij overleed in Rome in 1560.